# Gyroprora ochrias
Gyroprora ochrias är en fjärilsart som beskrevs av Turner 1911. Gyroprora ochrias ingår i släktet Gyroprora och familjen nattflyn. Inga underarter finns listade i Catalogue of Life.